# Come Together
「Come Together」（カム トゥギャザー）は、音楽ガッタスの3枚目のシングル。2008年9月10日にアップフロントワークスのzetimaレーベル（販売元はソニー・ミュージックディストリビューション）より発売。

## 概要
- アルバム「1st GOODSAL」から7カ月ぶりとなる今作は、8人編成でのリリースとなった[3]。
- 今作で、メンバーの澤田由梨の参加がラストとなった。
- ℃-uteのベストアルバム「℃OMPLETE SINGLE COLLECTION」通常盤DISC6に℃-uteバージョンが収録されている。

## 収録曲
全作詞・作曲：つんく
1. Come Together
編曲：鈴木俊介
2. 愛されたい 愛されたい
編曲：松井寛
3. Come Together (Instrumental)

## 参加ミュージシャン
Come Together
- プログラミング＆ギター：鈴木俊介
- コーラス：稲葉貴子・竹内浩明

愛されたい 愛されたい
- プログラミング：松井寛
- ギター：是永巧一
- コーラス：竹内浩明